# كرايغ ويلكينسون
كرايغ ويلكينسون (19 مارس 1963 في المملكة المتحدة - ) (بالإنجليزية: Craig Wilkinson)‏ هو لاعب كريكت بريطاني. لعب مع نادي مقاطعة ليسترشاير للكريكت ‏ وOxfordshire County Cricket Club ‏.

## وصلات خارجية
- كرايغ ويلكينسون على موقع إي آس بي آن كريك إنفو (الإنجليزية)